# Pathfinder (структура армии)

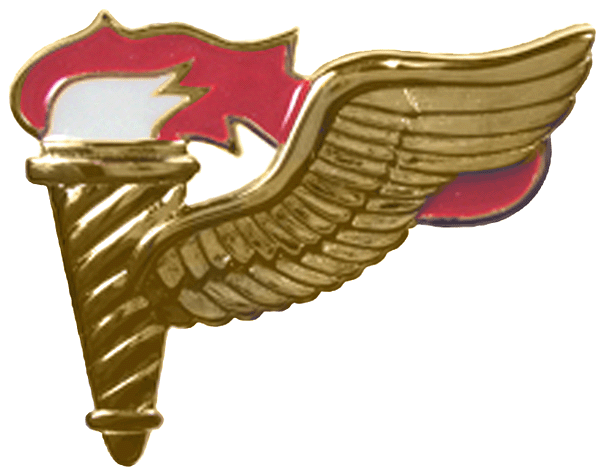
Нагрудный знак патфайндера в виде крылатого факела

Pathfinder (ед. ч., с англ. — «следопыт, землепроходец», транслитерационный вариант перевода на рус. «Патфайндер») — военная учётная специальность и одноимённый курс подготовки военнослужащих рядового состава пехотных специальностей в Вооружённых силах США и ряда стран НАТО. Категория штатного состава может быть разной, но как правило это рядовые 1-го класса. Патфайндер является специально подготовленным военнослужащим, десантируемым парашютным, посадочным или штурмовым способом, или выдвигающимся в пешем порядке в зону (район) оперативного предназначения того или иного военного формирования (части или соединения), в штате которого он числится и в интересах которого он действует, с целью проведения рекогносцировочных мероприятий и подготовки зоны десантирования к приёму передовых сил десанта в ходе воздушно-десантных операций, а также управлению нормальной безаварийной работой вертолётной посадочной площадки, площадки приземления СВВП или полевого аэродрома подскока в ходе аэромобильных операций, воздушно-спасательных, эвакуационных операций или других воздушных операций поддержки сухопутных войск. Впервые патфайндеры стали применяться в указанном качестве во время Второй мировой войны и продолжают играть важную роль в современных вооружённых силах, выполняя важную функцию в цепочке применения воздушно-десантных сил и средств, минимализируя такие негативные сопутствующие факторы как травматизм и гибель парашютистов, а также случаи аварийного приземления техники, возникновения неразберихи на площадке приземления и координацией выхода приземлившихся к точке сбора, рассредоточенного или наоборот опасно близкого приземления военнослужащих и техники подразделений (когда это не требуется исходно поставленной задачей).

## Предназначение
Воздушно-десантное обеспечение десантной операции с участием большого количества войск и техники является сложным процессом, требующим многосторонней подготовки, выяснения скорости на разных высотах и над землёй в районе предполагаемой площадки приземления, погодно-климатических факторов (туманности, дождливости в то или иное время года), лесистости, заболоченности или затопления местности, насыщенности местности силами противника и мест дислокации зенитно-артиллерийских частей, их огневых позиций. До начала Второй мировой войны, опыт войсковых учений с участием десантного компонента не позволял выявить многие трудности, возникающие во время и сразу после десантирования, в предвоенный период решались главным образом технические задачи по совершенствованию парашютно-десантной техники и самолётов военно-транспортной авиации под размещение и выброску десанта. Опыт боевого применения парашютно-десантных частей и соединений на начальном этапе Второй мировой войны выявил, что такие взаимосвязанные и взаимообусловленные факторы, как:
- Размещение десантников на борту самолётов не повзводно или поро́тно, а по только что сформированным (по весу) перед вылетом корабельным группам;
- Интенсивное противодействие сил ПВО противника, его истребительной авиации и зенитной артиллерии;
- Рассредоточенность сил десанта после приземления как результат невозможности снижения скорости и высоты полёта из-за противодействия последних;
- Необходимость проведения десантирования в тёмное время суток, в условиях нулевой видимости, предпочтительно в безлунную ночь, когда самолёты с десантом на борту не могут быть засечены на фоне ночного неба с земли без прожектора;
- Высокий травматизм в силу последнего обстоятельства и несогласованность действий приземлившихся,

приводят к тому, что силы десанта оказываются на протяжённых участках местности, нередко превышающих несколько километров в длину, несут потери ранеными и погибшими от огня противника, травмированными от неудачного приземления на лес, на воду, на каменистый грунт и т. п., приземлившиеся нормально десантники не могут сгруппироваться в подразделения (в силу особенностей размещения на борту) и нормально выйти в пункт сбора, после приземления возникает неразбериха и несогласованность действий, что вкупе с интенсивным противодействием противника и его мероприятиями по скорому обнаружению и уничтожению приземлившихся, либо существенно снижает эффективность применения сил десанта, либо обнуляет её. Все названные факторы вместе взятые диктуют необходимость заблаговременного поиска площадки приземления и её минимального оборудования отчётливо видимыми с воздуха (и в то же время, скрытыми от противника) указателями при помощи подручных средств и пиротехнических средств, радиомаяками для авиации и прочими. Для этих целей были разработаны программы подготовки специалистов соответствующего профиля, получивших название «патфайндер». Отчасти, введение в строй патфайндеров снизило процент потерь от неудачного приземления и несогласованности действий, хотя многие из вышеназванных проблем, таких как: низкие огневые возможности десанта после приземления, вероятность уничтожения транспортно-десантных средств от огня обороняющихся подразделений и наземной ПВО; сложности в управлении, взаимодействии и тыловом обеспечении десантных групп, — не были решены даже ко времени окончания Холодной войны.

## Задачи
В задачи патфайндера входит:

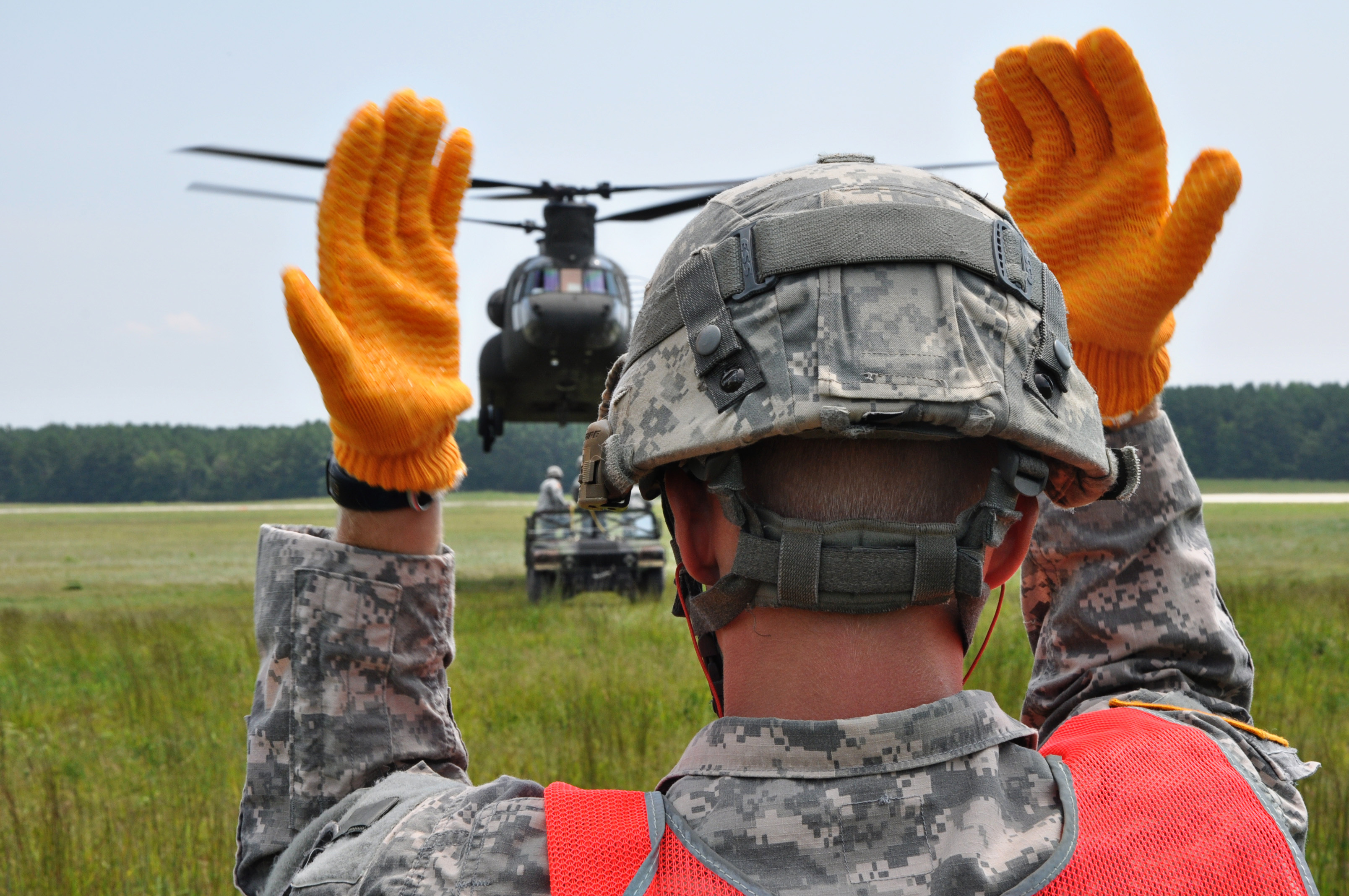
Патфайндер руководит процессом посадки/взлёта вертолётов вручную

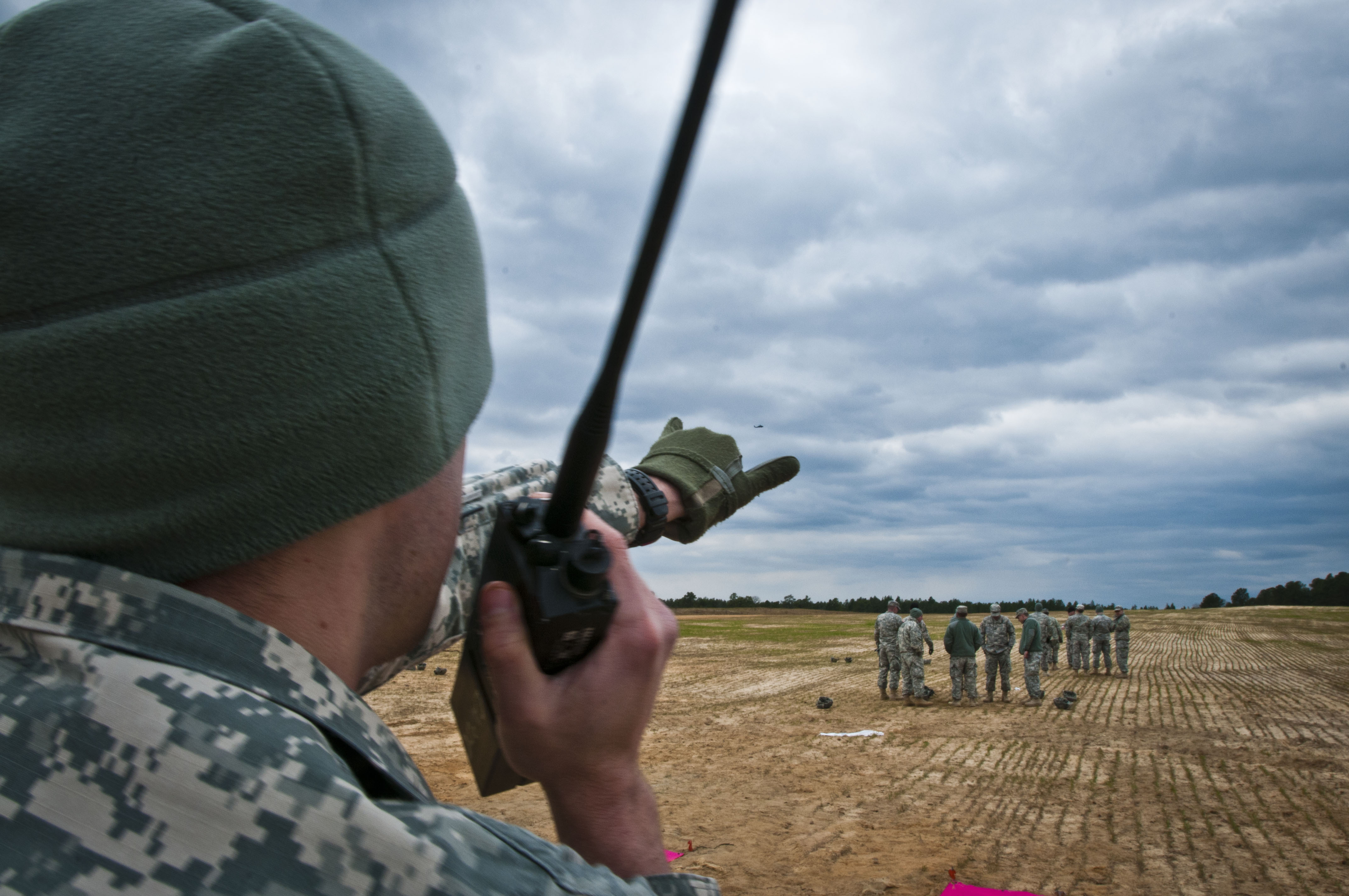
Управление действиями авиации по радио в условиях сплошной облачности

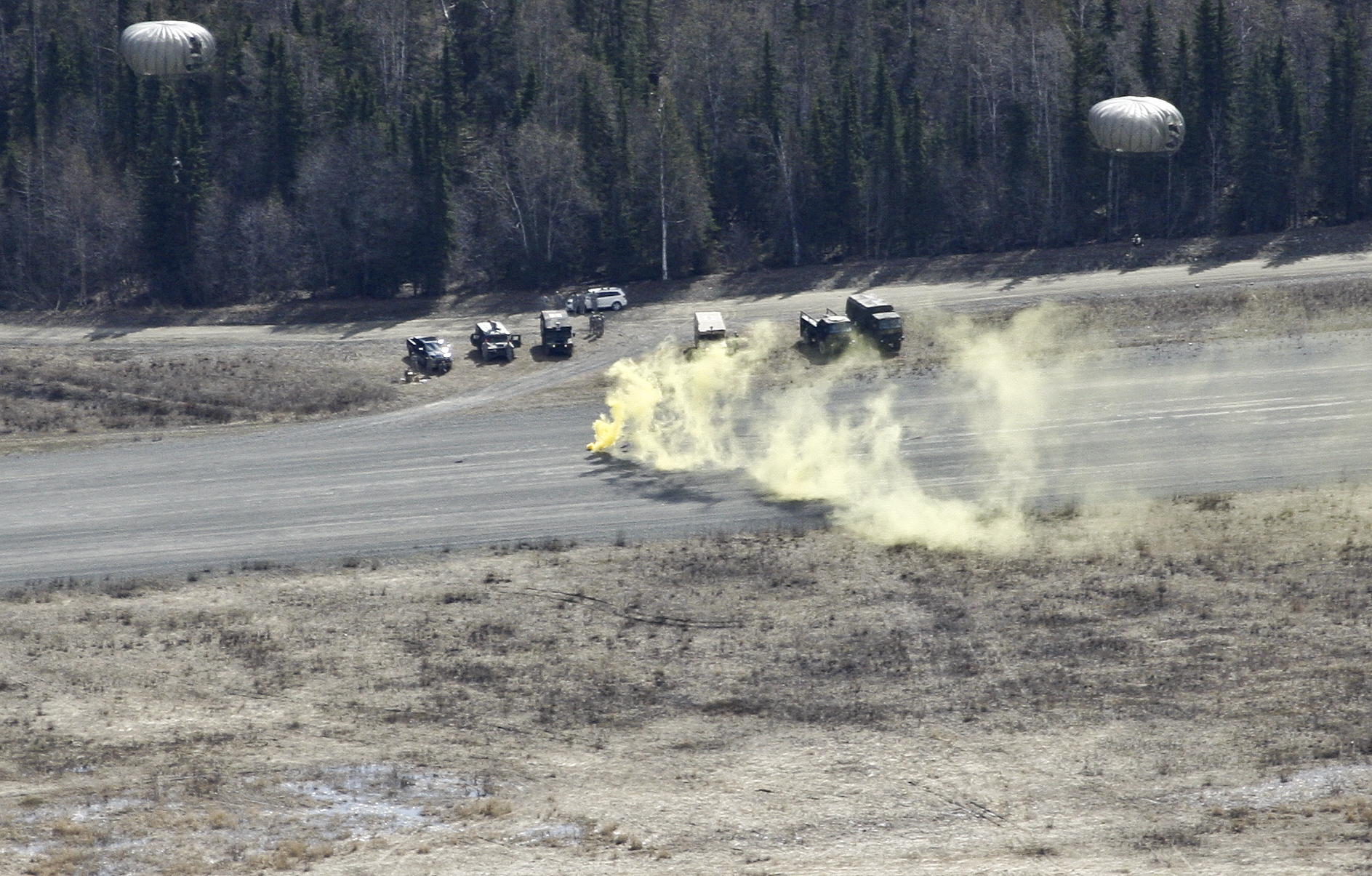
Обозначение площадки приземления дымом жёлтого цвета

- Поиск местности, наиболее подходящей по своим характеристикам под площадку приземления, если эта задача не была решена ранее другими способами;
- Контроль ранее разведанных площадок приземления (доразведка);
- Проверка и подтверждение имеющихся разведданных из различных источников о наличии либо отсутствии противника в зоне проведения операции, пригодности местности к приземлению техники на платформах или многокупольных парашютных системах, либо сбросу грузов беспарашютным способом с самолётов, летящих на сверхмалой высоте;
- Выявление и засечка огневых средств противника, поиск и обозначение отчётливо видимыми указателями различных замаскированных инженерных заграждений и мин, либо минноопасных участков местности;
- Размещение инструментальных средств обеспечения посадки/выброски — сигнальных огней, дымов и радиомаяка(-ов) по периметру площадки приземления и при необходимости с подлётной стороны приближения авиации с десантом;
- Руководство процессом посадки/взлёта вертолётной авиации по радио или в ручном режиме сигналами управления (жестами) с земли;
- Приём передовых сил десанта с техникой или без на площадку приземления;
- Помощь лицам командного состава в сборе личного состава и организации взаимодействия.

## История
Первые опыты по подготовке и задействованию патфайндеров в боевой обстановке стартовали практически одновременно в США и Великобритании в экспериментальном порядке (в Великобритании раньше — в 1942 году, в США немного позже — в 1943 году), сам термин употреблялся в значении далёком от современного, о введении отдельной воинской специальности для нужд десантного обеспечения и организации массового обучения на тот момент речи не шло, поскольку, во-первых, главную и решающую роль всё ещё играли силы морского десанта, во-вторых, не было подготовленного кадра специалистов-наставников для организации обучения, делались первые шаги в этом направлении. Тон в этом деле задавали КВВС Великобритании. Кроме того, речь велась не об организации десантирования, а о наведении дальней бомбардировочной авиации на стратегически важные цели в глубине территории противника (для бомбовылетов на Берлин, в первую очередь). Тактику боевого применения патфайндеров, их снаряжение и экипировку держали в строгом секрете, подготовка была заточена под обеспечение действий авиации и велась одновременно с подготовкой авиаторов, проводились мероприятия боевого слаживания патфайндеров и экипажей бомбардировщиков, — в зависимости от погодных условий, их обучали подсветке либо самой цели при нормальных или ухудшенных условиях видимости, либо нижней кромки облаков непосредственно над целью, если густая облачность делала невозможным прицельное бомбометание, а спускаться ниже грозило риском попасть под огонь немецкой зенитной артиллерии (до того, слепое бомбометание было весьма малоэффективной формой расхода авиабомб). Американские авиаторы в этом отношении шли по стопам их британских товарищей и с определённым запаздыванием заимствовали всё у них, от тактики действий до экипировки. Первое штатное подразделение в Армии США — отряд патфайндеров (под таким названием), было организовано 9-м бомбардировочным авиационным командованием Управления ВВС Армии США сугубо для проводки и целеуказания сил бомбардировочной авиации. Первыми патфайндерами для организации организации площадок приземления были военнослужащие лётного состава — лётчики и штурманы, которых снабжали необходимыми пиротехническими и радиолокационными средствами, а также средствами радиосвязи. Школа патфайндеров армии США, уже как учебное заведения для подготовки специалистов десантного обеспечения и бомбардировочной авиации одновременно, была учреждена 1 марта 1944 года при штаб-квартире 9-го транспортно-десантного авиационного командования Управления армейской авиации США в преддверии высадки союзников в Нормандии, когда потребовалось обеспечить патфайндерами армейскую авиацию в массовом порядке (до того, особой надобности в централизованной подготовке такого рода кадров американский генералитет не усматривал). Курсанты из числа военнослужащих лётно-подъёмного состава армейских авиационных частей проходили обучение приёмам и способам оповещения с земли штурманов бомбардировочных и военно-транспортных самолётов, а также пилотов десантных планеров при нормальной видимости, нулевой видимости (приборная навигация) и в ночное время суток, установке пиротехнических (типа фальшфейера) и радиолокационных (радиомаяк) средств разметки площадки приземления для приёма личного состава и грузов, а также проводки и целеуказания для сил бомбардировочной авиации. Именно Нормандия выявила необходимость существования данного класса специалистов десантного обеспечения, сведения их в отдельные подразделения и организованного, а не спорадического задействования. Поскольку школа была организована авиационным командованием, работала она так же в интересах авиации в первую очередь. Позже, после того как ВВС США обособились в отдельный вид вооружённых сил, подготовку указанного класса специалистов взяло на себя Управление сухопутных войск, подготовка пошла несколько в ином ключе, в интересах десантируемых сил в первую очередь, из программ подготовки исключили наведение бомбардировочной авиации на цели и ряд других аспектов, которые не интересовали пехотное командование (подготовка указанных кадров, — передовых авиационных наводчиков, — продолжалась в ВВС, но уже под другим названием, право называться «патфайндерами» застолбила за собой Армия).

## Современные подразделения

### Россия
Строгого эквивалента данному термину в практике десантного обеспечения ВДВ и ДШВ СССР и России нет, поскольку обеспечение площадки приземления к приёму десанта осуществляется не индивидуальными военнослужащими с одной учётной специальностью, а подразделениями, либо штатными — ротами и батальонами десантного обеспечения, либо временно создаваемыми — группами (отрядами) высадки и обеспечения десанта, функции военнослужащих в которых распределены между собой (относятся к первому эшелону десанта), аналогичные подразделения создавались ВМФ СССР для обеспечения морских десантных операций и воздушно-морских десантных операций (организационно входят в силы высадки).
В ВДВ СССР в состав десанта могла входить «группа разведки и обозначения площадок приземления». В обычных случаях (в условиях выполнения прыжковой нормы по программе воздушно-десантной подготовки) назначается наземная группа обеспечения безопасности десантирования (ГОБД).

### США
В армии США действуют три школы авианаводчиков. Первая United States Army Pathfinder School, база Форт-Беннинг, штат Джорджия, которая выступает в качестве армейской ведущей организации по операциям авианаводчиков и контролирует стандартизацию обучения. Вторая — Sabalauski Air Assault School, база Форт-Кэмпбелл, штат Кентукки. Третья — часть Fort Benning’s Army National Guard Warrior Training Center. Курсы, преподаваемые в Форт-Кэмпбелл и WTC, не включают прыжки с парашютом.

## Комментарии
1. ↑  Встречаются также другие транслитерационные варианты перевода: «Пасфайндер», «Патфиндер» и т. п., а также варианты смыслового перевода названия: передовые десантные отряды (ПДО)[1]; pathfinder platoon — парашютно-десантный взвод управления движением транспортно-десантной авиации [вертолетов]; авангардный парашютно-десантный разведывательный взвод (морской пехоты)[2]; авианаводчик команды обеспечения зон выброски десанта[3]; команда наведения воздушного десанта противника[4]; airborne pathfinder team — команда наведения воздушного десанта[5]; команда наведения[6]; нем. Landemarkierungskommando.
2. ↑  Официальные наименования ВУС в перечне специальностей: «MOS 70A: Flight Operations Specialist» и «MOS 71P: Flight Operations Coordinator».
3. ↑  Допущенные к подготовке ВУС: «MOS 11B: Infantryman», «MOS 11C: Indirect Fire Infantryman» и др.
4. ↑  Англ. pathfinder squadron
5. ↑  Начиная с Великой Отечественной войны и как минимум до Афганской войны, где указанные формирования с советской стороны применялись в боевой обстановке в последний раз[16].